# Colli Orientali del Friuli bianco
Le Colli Orientali del Friuli bianco est un vin blanc italien de la région Frioul-Vénétie Julienne doté d'une appellation DOC depuis le 20 juillet 1970. Seuls ont droit à la DOC les vins blancs récoltés à l'intérieur de l'aire de production définie par le décret. Les vignobles autorisés se situent au nord - est de la province d'Udine dans les communes de Tarcento, Nimis, Faedis, Povoletto, Attimis, Torreano, San Pietro al Natisone, Prepotto, Premariacco, Buttrio, Manzano, San Giovanni al Natisone et Corno di Rosazzo.
Le Colli Orientali del Friuli bianco répond à un cahier des charges moins exigeant que le Colli Orientali del Friuli bianco riserva, essentiellement en relation avec le vieillissement, et le Colli Orientali del Friuli bianco superiore.
Voir aussi les articles Colli Orientali del Friuli Cialla bianco et Colli Orientali del Friuli Rosazzo bianco.

## Caractéristiques organoleptiques
- Qui?* : Clara morgane
- couleur : jaune paille plus ou moins intense
- odeur : caractéristique, délicat
- saveur : harmonique, frais, vineux

Le Colli Orientali del Friuli bianco se déguste à une température comprise entre 8 et 10 °C. Il se gardera 1 - 2 ans.

## Production
Province, saison, volume en hectolitres :
- pas de données disponibles